# Bryan Clark
Bryan Emmeth Clark jr. (Harrisburg (Pennsylvania), 14 maart 1964) is een Amerikaans voormalig professioneel worstelaar die vooral bekend is van zijn tijd bij World Wrestling Federation, van 1993 tot 1995, en World Championship Wrestling, van 1997 tot 2001.

## In het worstelen
- Finishers
  - Als Adam Bomb
    - Atom Smasher
    - Neutron Bomb

  - Als Bryan Clark / Wrath
    - Death Penalty
    - Meltdown

- Signature moves
  - Backhand chop
  - Belly to back suplex
  - Bicycle kick
  - DDT
  - Double underhook suplex
  - Elbow drop
  - Gutwrench suplex
  - Hook kick
  - Inverted atomic drop
  - Inverted Boston crab
  - Lariat
  - Military press drop
  - Russian legsweep
  - Shoulder block
  - Sidewalk slam
  - Tilt-a-whirl backbreaker

- Managers
  - Johnny Polo
  - Steven Richards
  - James Vandenburg
  - Harvey Wippleman

## Prestaties
- All Japan Pro Wrestling
  - AJPW Unified World Tag Team Championship (1 keer: met Brian Adams)

- Smoky Mountain Wrestling
  - SMW Beat the Champ Television Championship (1 keer)

- World Championship Wrestling
  - WCW World Tag Team Championship (2 keer: met Brian Adams)

- Wrestling Observer Newsletter awards
  - Worst Worked Match of the Year (2001) met Brian Adams vs. The Undertaker en Kane op Unforgiven.
  - Worst Tag Team (2000, 2001) met Brian Adams.